# 王家园
王家园为新加坡工业家和高管，也是前新加坡国会议员。

## 生平
生于新加坡，祖籍浙江宁波。幼年随家迁居马来西亚，长达十余年。在马来西亚完成中学教育。因在大马成绩优异，获得新加坡政府的绩优奖学金（Merit Scholarship），考入新加坡国立大学，学习新兴的电子电器工程，1972年毕业获得工程学一等荣誉学士。又以全奖赴美国留学，入斯坦福大学，先后获得工业工程学硕士、电子工程学硕士，并于1978年获得工程学博士学位。其后任斯坦福大学研究院高等系统的分析师。
1982年自美国回到新加坡，在新加坡国立大学工学院任教，讲授系统科学，后任国大系统科学院研究与开发部助理董事。曾在新加坡广播电视公司担任电力工程师。后加盟日本富士在新加坡的Fuji Xerox软件中心董，担任董事、经理。
1984年，第一次参选从政，成功当选新加坡国会议员。又当选新加坡武吉知马市区发展理事会副主席，并领导当地公民咨询委员会和居民委员会。曾任新加坡政府主意处理委员会主席。
2008年4月，被任命为中國航油新加坡股份有限公司独立董事，并担任公司审计委员会和披露委员会的主席，担任公司提名委员会和薪酬委员会的委员。2008年11月，有被任命为中航油董事长。

## 资料出处
1. ↑  . 浙商名人.   [2016-02-06]. （原始内容存档于2016-04-14）.
2. ↑  .   [2016-02-06]. （原始内容存档于2005-04-21）.
3. 1 2 3 4  论坛嘉宾. . 第六届世界华人论坛. 2010-07-25.[永久]
4. ↑  21世纪经济报道. . 民航资源. 2008-04-29  [2016-02-06]. （原始内容存档于2019-09-16）.
5. ↑  北京青年报. . 中国新闻. 2008年11月16日  [2016年2月6日]. （原始内容存档于2019年9月15日）.